# Orquestra Lira Sanjoanense

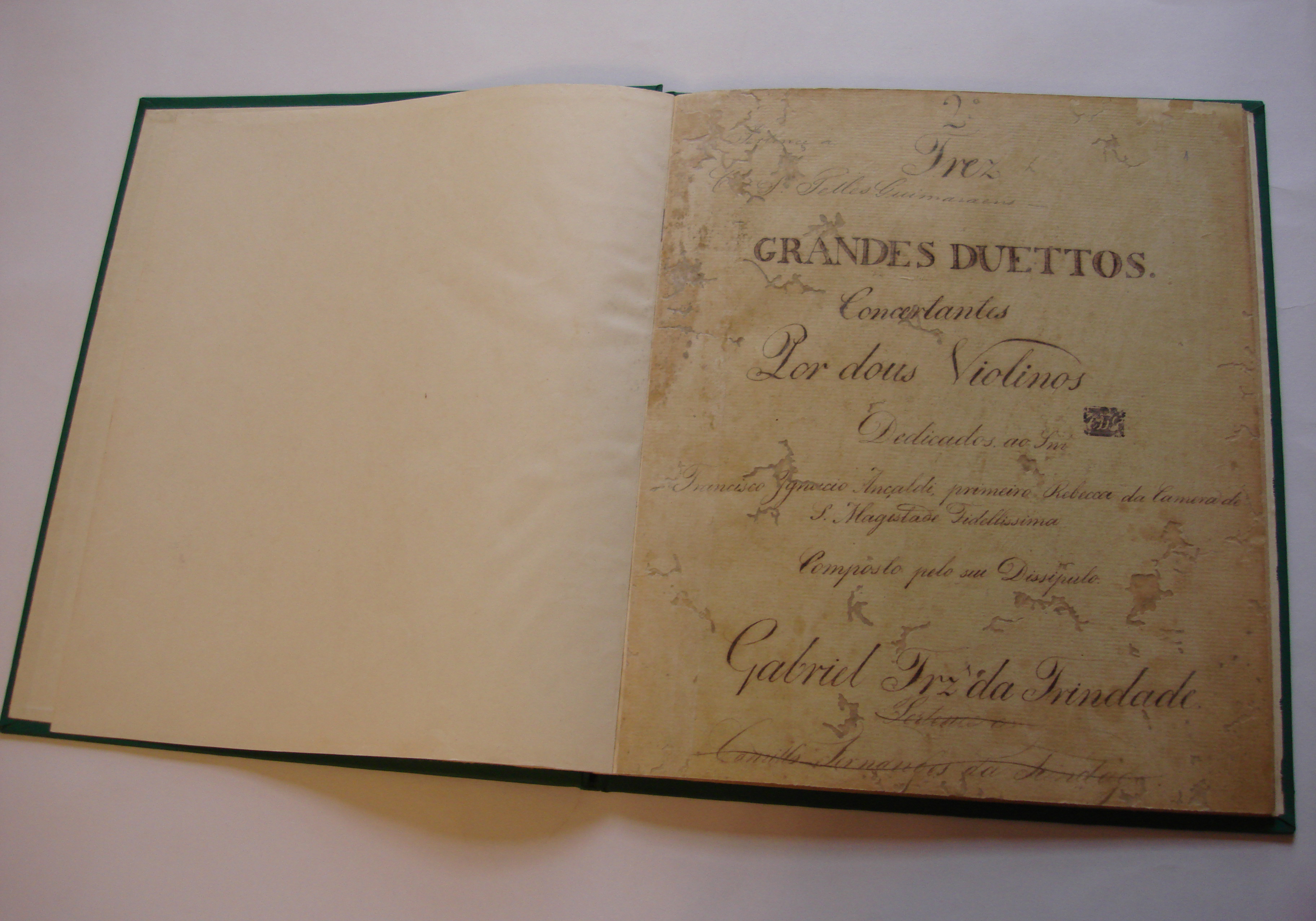
Parte manuscrita do violino I dos Duetos concertantes de Gabriel Fernandes da Trindade, no arquivo da Orquestra Lira Sanjoanense.

A Orquestra Lira Sanjoanense é um grupo musical brasileiro baseado na cidade de São João del-Rei.
É o primeiro conjunto profissional de que se tem notícia no Brasil, a mais antiga orquestra da América ainda em atividade e uma das mais antigas do mundo. Foi fundada em 1776 por um grupo de músicos liderados por José Joaquim de Miranda, com o nome de Companhia de Música, organizada para atender a um contrato com a Irmandade de Nossa Senhora do Rosário a fim de encarregar-se da música do culto religioso, mas também participava de outras atividades, como récitas operísticas, teatro musicado e bailes. Na época a maior parte dos seus integrantes eram mulatos. Em 1846 Francisco de Paula de Miranda redigiu novos estatutos, alterando o nome para Philarmonica Paulina. Em meados do século XIX passou a se denominar Sociedade Musical Lyra São Joannense, e em meados do século XX o maestro Pedro de Souza simplificou a denominação para a forma que mantém até hoje, de Orquestra Lira Sanjoanense.
A Lira criou uma sólida tradição. Pelas suas fileiras passaram importantes músicos e compositores, e seu acervo preserva uma rica coleção musical, contendo algumas das mais antigas composições brasileiras conhecidas, além de correspondência, instrumentos antigos e outros documentos, que tem subsidiado uma quantidade de estudos especializados. Seu bicentenário em 1976 foi marcado pelo lançamento de um selo pelos Correios, por solenidades e por uma variada programação, na qual fizeram parte destacados grupos musicais brasileiros. O evento contribuiu para despertar o interesse da crítica e dos musicólogos pela pesquisa e interpretação da música brasileira dos períodos colonial e imperial, até então um campo pouco conhecido e pouco estudado. Mantendo o espírito original de dedicação à música sacra, conta hoje com um coral e apresenta-se regularmente nas funções das irmandades do Rosário, Mercês e Nossa Senhora da Boa Morte da Paróquia de Nossa Senhora do Pilar. Em parceria com a Universidade Federal de São João del-Rei, a Lira desenvolve o Projeto Orquestra Escola, voltado para a iniciação musical de crianças e adolescentes.